# 侯家寨镇
侯家寨镇，是中华人民共和国河北省唐山市遵化市下辖的一个乡镇级行政单位。原名侯家寨乡，2022年12月撤乡设镇。

## 行政区划
侯家寨镇下辖以下地区：
刘庄村、前后杖子村、罗文峪村、大石庄村、下营村、秋科峪村、蔡家峪村、郑庄村、侯家寨村、马蹄峪村、禅林寺村、大屯村、北张庄子村、刁山村、硝石峪村、前山寨村、北小厂村、片石峪村和房山沟村。